# Премия Республики Карелия в области культуры, искусства и литературы
Премия Республики Карелия в области культуры, искусства и литературы — премия Республики Карелия присуждается за наиболее талантливые, отличающиеся новизной и оригинальностью, произведения, программы, проекты, получившие широкое общественное признание, внесшие значительный вклад в культурную жизнь республики, за высокие достижения в области культуры, искусства и литературы.

## Общие сведения
В соответствии с Законом Республики Карелия «О премиях Республики Карелия в области культуры, искусства и литературы» от 31 декабря 1999 года N 386-ЗРК, Министерством культуры Республики Карелия выплата премий производится за счет средств, предусмотренных в бюджете Республики Карелия по разделу «Культура и кинематография».
Премии присуждаются один раз в два года за наиболее талантливые, отличающиеся новизной и оригинальностью, произведения, программы, проекты, получившие широкое общественное признание, внесшие значительный вклад в культурную жизнь республики, за высокие достижения в области культуры, искусства и литературы. Количество присуждаемых премий в каждой области нефиксированное.
Выдвижение кандидатур на соискание премий может осуществляться законодательным (представительным) органом власти Республики Карелия, органами исполнительной власти Республики Карелия, представительными органами местного самоуправления, творческими союзами, общественными объединениями в лице их республиканских органов, редакциями литературно-художественных журналов и средств массовой информации. Соискателями премий могут быть индивидуальные авторы и (или) коллектив авторов (соавторов), чей творческий вклад был решающим, и не должен превышать 5 человек, а также исполнители и (или) коллектив исполнителей. В состав коллектива соискателей не могут быть включены лица по признаку административной, консультативной или организационной работы. При присуждении премии коллективу соавторов и (или) исполнителей денежное вознаграждение делится между ними поровну.
Присуждение премий осуществляется на конкурсной основе. Рассмотрение представленных на соискание премий Республики Карелия произведений, программ, проектов осуществляется Советом по культуре при Главе Республики Карелия.
Решение о присуждении премии принимается Главой Республики Карелия по результатам конкурса и публикуется в печати. Лицам, удостоенным премии, присваивается звание «Лауреат премии Республики Карелия в области культуры, искусства и литературы». Премия и Почетный диплом вручаются в торжественной обстановке 8 июня в День Республики Карелия.
(в ред. Указа Главы РК от 12.07.2007 N 106)

## Лауреаты
- Лауреаты премии Республики Карелия в области культуры, искусства и литературы